# Dorothée Dedouche
Dorothée Dedouche, née le 26 novembre 1981, est une joueuse de kayak-polo internationale française.
Elle participe en 2008, et depuis 2003, au championnat de France N1F dans l'équipe d'Avranches.

## Sélections
Sélections en équipe de France espoir
- Championnats d'Europe 2001 : Médaille d'or [2]

Sélections en équipe de France senior
- Championnats d'Europe 2003 : Médaille d'argent [3]
- Championnats d'Europe 2005 : Médaille de bronze[4]
- Championnats d'Europe 2007 : Médaille d'argent [5]